# Klasyfikacja Keitha-Wagenera-Barkera
Klasyfikacja Keitha-Wagenera-Barkera – klasyfikacja stosowana do oceny zmian na dnie oka w przebiegu nadciśnienia tętniczego. W klasyfikacji tej wyróżnia się cztery okresy zmian naczyniowych:
- okres I (angiopathia hypertonica retinae) – dyskretne zwężenia tętnic odcinkowe lub na całej długości naczynia
- okres II (angiosclerosis hypertonica retinae) – ogniska twardych wysięków o promienistym układzie wokół plamki żółtej, uogólnione zwężenie naczyń tętniczych, wyprostowanie przebiegu tętnic, poszerzenie i poskręcanie żył; objaw Gunna
- okres III (retinopathia hypertonica maligna) – zmiany typowe dla okresu II + płomykowate wybroczyny i białe ogniska niedokrwienia ("kłębki waty")
- okres IV (neuroretinopathia hypertonica retinae maligna) – faza złośliwa nadciśnienia, zaostrzenie zmian II i III okresu + obrzęk tarczy nerwu II